# Мікроорганізм

Кластер бактерій Escherichia coli,
електронна мікрофотографія

Мікроорганізм, або мікроб — мікроскопічний організм, занадто маленький, щоб його можна було побачити неозброєним оком. Вивченням мікроорганізмів займається мікробіологія. Мікроорганізми можуть бути бактеріями, археями, грибами або деякими іншими (ніж грибами) еукаріотами, але не вірусами чи пріонами, бо останніх загалом класифікують як неживих, хоча мікробіологія вивчає і ці об'єкти. Мікроорганізми часто описують як одноклітинні організми; проте, деякі одноклітинні бактерії або протисти видимі неозброєним оком, а деякі багатоклітинні види мікроскопічні.
Мікроорганізми живуть майже усюди на Землі, де є рідка вода, зокрема у вологому ґрунті, в гарячих джерелах, у верхніх шарах океанської води і глибоко всередині скель у межах земної кори. Мікроорганізми критично важливі для харчового ланцюжка в природі, особливо переробки поживних речовин в усіх екосистемах. Оскільки деякі мікроорганізми можуть також фіксувати азот, вони — важлива частина азотного циклу. Проте, патогенні мікроби можуть вторгатися до інших організмів і спричиняти інфекційні хвороби.